# Unione Sportiva Triestina Calcio 1918 2023-2024
Questa voce raccoglie le informazioni riguardanti l'Unione Sportiva Triestina Calcio 1918 nelle competizioni ufficiali della stagione 2023-2024.

## Stagione
Dopo la difficile stagione 2022-2023, terminata con la salvezza ai play-out grazie alla vittoria contro il Sangiuliano City, il 4 luglio 2023 la Atlas Consulting formalizza il passaggio della Triestina al fondo americano LBK Capital LLC, guidato da Ben Rosenzweig. Come responsabili dell'area tecnica vengono nominati Alex Menta e Morris Donati, i quali affidano la panchina ad Attilio Tesser, che sottoscrive un contratto di due anni, facendo così ritorno dopo 18 anni alla guida della prima squadra del club giuliano.
Anche la stagione 2023-2024 non è tuttavia esente da criticità, su tutte quella relativa allo stadio Nereo Rocco di Trieste, che a causa delle attività extracalcistiche fissate dall'amministrazione comunale si ritrova con il terreno erboso gravemente danneggiato; suscita polemiche in particolare la decisione del municipio di autorizzare lo svolgimento di concerti nel periodo dei playoff promozione. L'Alabarda pertanto si trova a più riprese a dover giocare le partite interne allo stadio Omero Tognon di Fontanafredda (ex terreno del Pordenone), che viene infine indicato come campo casalingo stabile a decorrere dal 17 gennaio 2024.

## Rosa
Aggiornata il 1º febbraio 2024.
| N. |                        | Ruolo | Calciatore         |
| -- | ---------------------- | ----- | ------------------ |
| 1  | Slovenia (bandiera)    | P     | Kristjan Matošević |
| 3  | Italia (bandiera)      | D     | Alessandro Malomo  |
| 4  | Italia (bandiera)      | C     | Andrea Vallocchia  |
| 6  | Italia (bandiera)      | D     | Matteo Anzolin     |
| 7  | Slovenia (bandiera)    | D     | Aljaž Struna       |
| 8  | Paesi Bassi (bandiera) | C     | Rayan El Azrak     |
| 9  | Suriname (bandiera)    | A     | Daishawn Redan     |
| 10 | Argentina (bandiera)   | A     | Facundo Lescano    |
| 11 | Italia (bandiera)      | A     | Andrea Adorante    |
| 12 | Italia (bandiera)      | P     | Giovanni Bolzon    |
| 13 | Italia (bandiera)      | D     | Matteo Ciofani     |
| 14 | Italia (bandiera)      | C     | Umberto Germano    |
| 15 | Francia (bandiera)     | C     | Omar Correia       |
| 17 | Islanda (bandiera)     | C     | Kristófer Jónsson  |

| N. |                           | Ruolo | Calciatore         |
| -- | ------------------------- | ----- | ------------------ |
| 18 | Italia (bandiera)         | A     | Mattia Minesso     |
| 19 | Slovenia (bandiera)       | C     | Aaron Kačinari     |
| 20 | Polonia (bandiera)        | C     | Olaf Kozłowski     |
| 21 | Costa d'Avorio (bandiera) | C     | Lamine Fofana      |
| 22 | Italia (bandiera)         | P     | Giuseppe Agostino  |
| 28 | Italia (bandiera)         | C     | Enrico Celeghin    |
| 30 | Italia (bandiera)         | C     | Christian D'Urso   |
| 32 | Italia (bandiera)         | A     | Mattia Finotto     |
| 33 | Italia (bandiera)         | D     | Nicholas Rizzo     |
| 42 | Italia (bandiera)         | D     | Lorenzo Moretti    |
| 72 | Slovenia (bandiera)       | D     | Daniel Pavlev      |
| 77 | Italia (bandiera)         | C     | Christian Pierobon |
| 97 | Slovenia (bandiera)       | C     | Mladen Mutavčić    |
|    | Turchia (bandiera)        | C     | Teoman Gündüz      |

## Calciomercato

### Sessione estiva(dall'1/7 all'1/9)
| Acquisti | Acquisti | Acquisti | Acquisti |
| R.       | Nome     | da       | Modalità |
| -------- | -------- | -------- | -------- |

| Cessioni | Cessioni | Cessioni | Cessioni |
| R.       | Nome     | a        | Modalità |
| -------- | -------- | -------- | -------- |

### Sessione invernale(dal 1/1 al 31/1)
| Acquisti | Acquisti | Acquisti | Acquisti |
| R.       | Nome     | da       | Modalità |
| -------- | -------- | -------- | -------- |

| Cessioni | Cessioni | Cessioni | Cessioni |
| R.       | Nome     | a        | Modalità |
| -------- | -------- | -------- | -------- |

## Risultati

### Serie C

#### Girone di andata
| Arbitro: | Ancora (Roma) |

|  |           |              |
|  | Marcatori | 71’ Sangalli |

| Arbitro: | Gianquinto (Parma) |

|          |           |                  |
| Guşu 63’ | Marcatori | 65’, 75’ Lescano |

| Arbitro: | Rinaldi (Bassano del Grappa) |

|                          |           |  |
| Redan 14’ El Azrak 90+4’ | Marcatori |  |

| Arbitro: | Milone (Taurianova) |

|                       |           |             |
| Guiu 24’ Cerasani 82’ | Marcatori | 72’ Moretti |

| Arbitro: | Maccarini (Arezzo) |

|  |           |                            |
|  | Marcatori | 4’, 11’ Lescano 34’ Struna |

| Arbitro: | Emmanuele (Pisa) |

|                                          |           |            |
| Lescano 19’ (rig.), 21’, 46’ Finotto 50’ | Marcatori | 53’ Burrai |

| Arbitro: | Grasso (Ariano Irpino) |

|                 |           |           |
| Bianchimano 10’ | Marcatori | 87’ Redan |

| Arbitro: | Gauzolino (Torino) |

|                             |           |                |
| Adorante 90+1’ Fofana 90+3’ | Marcatori | 62’ Regazzetti |

| Trieste 20 ottobre 2023, ore 20:45 CEST 9ª giornata | Triestina          | 0 – 0 referto | L.R. Vicenza | Stadio Nereo Rocco (8 931 spett.)\| Arbitro: \| Nicolini (Brescia) \| |
| Arbitro:                                            | Nicolini (Brescia) |               |              |                                                                       |

| Arbitro: | Ceriello (Chiari) |

|           |           |                           |
| Giani 70’ | Marcatori | 13’, 19’ Redan 65’ D'Urso |

| Arbitro: | Catanzaro (Catanzaro) |

|                            |           |              |
| Lescano 49’ Vallocchia 75’ | Marcatori | 64’ Bondioli |

| Arbitro: | Mucera (Palermo) |

|  |           |                    |
|  | Marcatori | 9’, 44’, 88’ Redan |

| Trieste 11 novembre 2023, ore 16:15 CET 13ª giornata | Triestina          | 0 – 0 referto | Pro Sesto | Stadio Nereo Rocco (5 904 spett.)\| Arbitro: \| D'Eusanio (Faenza) \| |
| Arbitro:                                             | D'Eusanio (Faenza) |               |           |                                                                       |

| Arbitro: | Zanotti (Rimini) |

|                        |           |              |
| Cissé 4’ Ghislandi 41’ | Marcatori | 68’ Adorante |

| Arbitro: | Canci (Carrara) |

|                                          |           |               |
| Lescano 3’ Vallocchia 4’, 70’ D'Urso 76’ | Marcatori | 24’ Grandolfo |

| Arbitro: | De Angeli (Milano) |

|  |           |                  |
|  | Marcatori | 55’, 79’ Lescano |

| Arbitro: | Rinaldi (Bassano del Grappa) |

|                   |           |               |
| Adorante 54’, 87’ | Marcatori | 75’ Fumagalli |

| Arbitro: | Andreano (Prato) |

|                               |           |                                         |
| Corti 24’ Scappini 77’ (rig.) | Marcatori | 15’ Celeghin 90+3’ Finotto 90+5’ Malomo |

| Arbitro: | Scatena (Avezzano) |

|  |           |             |
|  | Marcatori | 56’ Liguori |

#### Girone di ritorno
| Arbitro: | Calzavara (Varese) |

|  |           |             |
|  | Marcatori | 89’ Minesso |

| Arbitro: | Leone (Barletta) |

|                   |           |                           |
| Celeghin 13’, 45’ | Marcatori | 45+1’ Longo 80’, 84’ Zoma |

| Arbitro: | Di Francesco (Ostia Lido) |

|            |           |                           |
| Haoudi 23’ | Marcatori | 14’ D'Urso 90+1’ El Azrak |

| Arbitro: | Zago (Conegliano) |

|             |           |              |
| Lescano 61’ | Marcatori | 73’ Jaohuari |

| Arbitro: | Castellone (Napoli) |

|           |           |                       |
| Redan 66’ | Marcatori | 28’ Pitou 82’ Renault |

| Arbitro: | Galipò (Firenze) |

|                        |           |                     |
| Mensah 9’ Brignani 13’ | Marcatori | 86’ (aut.) Brignani |

| Arbitro: | Di Reda (Molfetta) |

|             |           |                                   |
| Anzolin 12’ | Marcatori | 16’, 90+5’ Sorrentino 86’ Paudice |

| Arbitro: | Turrini (Firenze) |

|                                     |           |  |
| Capelli 13’ Dalmazzi 48’ Pisano 52’ | Marcatori |  |

| Arbitro: | Scarpa (Collegno) |

|                              |           |  |
| Della Morte 12’ Talarico 57’ | Marcatori |  |

| Arbitro: | Silvestri (Roma) |

|                         |           |                      |
| Lescano 76’, 85’ (rig.) | Marcatori | 26’ Giani 53’ Martic |

| Arbitro: | Gavini (Aprilia) |

|  |           |                                |
|  | Marcatori | 8’ Malomo 32’ Rizzo 79’ Pavlev |

| Arbitro: | Cerbasi (Arezzo) |

|                                   |           |              |
| Lescano 42’ Correia 68’ Redan 79’ | Marcatori | 47’ Nunzella |

| Arbitro: | Catanoso (Reggio Calabria) |

|  |           |                |
|  | Marcatori | 45+1’ El Azrak |

| Arbitro: | Vingo (Pisa) |

|            |           |              |
| Pavlev 76’ | Marcatori | 87’ Vlahović |

| Arbitro: | Bozzetto (Bergamo) |

|              |           |                        |
| Mattioli 12’ | Marcatori | 36’ Lescano 70’ Gündüz |

| Arbitro: | Mbei (Cuneo) |

|  |           |           |
|  | Marcatori | 62’ Mehić |

| Arbitro: | Allegretta (Molfetta) |

|  |           |               |
|  | Marcatori | 77’ Vertainen |

| Arbitro: | Di Francesco (Ostia Lido) |

|                             |           |                     |
| Moretti 30’ Vertainen 90+4’ | Marcatori | 27’ Urso 60’ Ongaro |

| Arbitro: | Manzo (Torre Annunziata) |

|                                   |           |                         |
| Bortolussi 23’ Faedo 62’ Dezi 80’ | Marcatori | 40’ Vertainen 55’ Redan |

### Play-off

#### Spareggi
| Arbitro: | Virgilio (Trapani) |

|            |           |                     |
| Malomo 86’ | Marcatori | 83’ (rig.) Ma. Fall |

#### Fase Nazionale
| Arbitro: | Caldera (Como) |

|           |           |            |
| Redan 25’ | Marcatori | 76’ Lanini |

| Arbitro: | Costanza (Agrigento) |

|                              |           |           |
| Ciciretti 9’ Perlingieri 16’ | Marcatori | 3’ Malomo |

### Coppa Italia Serie C

#### Turni eliminatori
| Arbitro: | Nigro (Prato) |

|  |           |                |
|  | Marcatori | 86’ Vallocchia |

| Arbitro: | Cerbasi (Arezzo) |

|                                   |           |  |
| Adorante 11’, 67’, 72’ Gündüz 41’ | Marcatori |  |

#### Fase finale
| Arbitro: | Mastrodomenico (Matera) |

|                          |           |  |
| Proia 24’ F. Ferrari 60’ | Marcatori |  |

## Statistiche

### Statistiche di squadra
Statistiche aggiornate al 24 ottobre 2023
| Competizione         | Punti | In casa | In casa | In casa | In casa | In casa | In casa | In trasferta | In trasferta | In trasferta | In trasferta | In trasferta | In trasferta | Totale | Totale | Totale | Totale | Totale | Totale | D.R. |
| Competizione         | Punti | G       | V       | N       | P       | Gf      | Gs      | G            | V            | N            | P            | Gf           | Gs           | G      | V      | N      | P      | Gf     | Gs     | D.R. |
| -------------------- | ----- | ------- | ------- | ------- | ------- | ------- | ------- | ------------ | ------------ | ------------ | ------------ | ------------ | ------------ | ------ | ------ | ------ | ------ | ------ | ------ | ---- |
| Serie C              | 20    | 5       | 3       | 1       | 1       | 8       | 3       | 5            | 3            | 1            | 1            | 10           | 5            | 10     | 6      | 2      | 2      | 18     | 8      | +10  |
| Coppa Italia Serie C | -     | 0       | 0       | 0       | 0       | 0       | 0       | 1            | 1            | 0            | 0            | 1            | 0            | 1      | 1      | 0      | 0      | 1      | 0      | +1   |
| Totale               | -     | 5       | 3       | 1       | 1       | 8       | 3       | 6            | 4            | 1            | 1            | 11           | 5            | 11     | 7      | 2      | 2      | 19     | 8      | +11  |

### Andamento in campionato
| Giornata  | 1  | 2  | 3 | 4 | 5 | 6 | 7 | 8 | 9 | 10 | 11 | 12 | 13 | 14 | 15 | 16 | 17 | 18 | 19 | 20 | 21 | 22 | 23 | 24 | 25 | 26 | 27 | 28 | 29 | 30 | 31 | 32 | 33 | 34 | 35 | 36 | 37 | 38 |
| --------- | -- | -- | - | - | - | - | - | - | - | -- | -- | -- | -- | -- | -- | -- | -- | -- | -- | -- | -- | -- | -- | -- | -- | -- | -- | -- | -- | -- | -- | -- | -- | -- | -- | -- | -- | -- |
| Luogo     | C  | T  | C | T | T | C | T | C | C | T  |    |    |    |    |    |    |    |    |    |    |    |    |    |    |    |    |    |    |    |    |    |    |    |    |    |    |    | P  |
| Risultato | P  | V  | V | P | V | V | N | V | N | V  |    |    |    |    |    |    |    |    |    |    |    |    |    |    |    |    |    |    |    |    |    |    |    |    |    |    |    | T  |
| Posizione | 16 | 11 | 6 | 8 | 5 | 4 | 5 | 3 | 3 | 3  |    |    |    |    |    |    |    |    |    |    |    |    |    |    |    |    |    |    |    |    |    |    |    |    |    |    |    | 4  |

Legenda:

Luogo: C = Casa; T = Trasferta. Risultato: V = Vittoria; N = Pareggio; P = Sconfitta.

### Statistiche dei giocatori
Sono in corsivo i calciatori che hanno lasciato la società a stagione in corso.
| Giocatore | Serie C  | Serie C | Serie C     | Serie C    | Coppa Italia Serie C | Coppa Italia Serie C | Coppa Italia Serie C | Coppa Italia Serie C | Totale   | Totale | Totale      | Totale     |
| Giocatore | Presenze | Reti    | Ammonizioni | Espulsioni | Presenze             | Reti                 | Ammonizioni          | Espulsioni           | Presenze | Reti   | Ammonizioni | Espulsioni |
| --------- | -------- | ------- | ----------- | ---------- | -------------------- | -------------------- | -------------------- | -------------------- | -------- | ------ | ----------- | ---------- |